# Сейлем (Арканзас)
Сейлем (англ. Salem) — місто (англ. city) в США, в окрузі Фултон штату Арканзас. Населення — 1566 осіб (2020).

## Географія
Сейлем розташований на висоті 202 метри над рівнем моря за координатами 36°22′20″ пн. ш. 91°49′28″ зх. д. / 36.37222° пн. ш. 91.82444° зх. д. (36.372160, -91.824574).  За даними Бюро перепису населення США в 2010 році місто мало площу 9,64 км², з яких 9,60 км² — суходіл та 0,04 км² — водойми.

### Клімат
Клімат в Сейлема помірний із зазвичай м'якою зимою. Найбільша кількість опадів випадає в травні місяці (до 130 міліметрів), середньорічний показник посадки становить 1100 міліметрів. Середній мінімум температури — 10,56 градусів за шкалою Цельсія, середній максимум — 21,67 градусів. Середня вологість повітря опівдні в місті становить 79 відсотків.

## Демографія
Згідно з переписом 2010 року, у місті мешкало 1635 осіб у 712 домогосподарствах у складі 415 родин. Густота населення становила 170 осіб/км².  Було 811 помешкання (84/км²). 
Расовий склад населення:
| - 96,5 % — білих - 0,6 % — корінних американців - 0,3 % — чорних або афроамериканців - 0,3 % — азіатів |

До двох чи більше рас належало 1,8 %. Іспаномовні складали 1,4 % від усіх жителів.
За віковим діапазоном населення розподілялося таким чином: 22,4 % — особи молодші 18 років, 54,2 % — особи у віці 18—64 років, 23,4 % — особи у віці 65 років та старші. Медіана віку мешканця становила 42,5 року. На 100 осіб жіночої статі у місті припадало 86,6 чоловіків;  на 100 жінок у віці від 18 років та старших — 79,2 чоловіків також старших 18 років.
Середній дохід на одне домашнє господарство  становив 33 959 доларів США (медіана — 24 330), а середній дохід на одну сім'ю — 40 420 доларів (медіана — 35 313). Медіана доходів становила 35 694 долари для чоловіків та 25 707 доларів для жінок. За межею бідності перебувало 29,1 % осіб, у тому числі 37,7 % дітей у віці до 18 років та 17,7 % осіб у віці 65 років та старших.
Цивільне працевлаштоване населення становило 655 осіб. Основні галузі зайнятості: освіта, охорона здоров'я та соціальна допомога — 29,6 %, транспорт — 11,1 %, виробництво — 10,8 %.
За даними перепису населення 2000 року в Сейлемі проживала 1591 особа, 412 сімей, налічувалося 679 домашніх господарств і 781 житловий будинок. Середня густота населення становила близько 226,4 осіб на один квадратний кілометр. Расовий склад Сейлема за даними перепису розподілився таким чином: 97,42 % білих, 0,31 % — чорних або афроамериканців, 0,31 % — корінних американців, 0,31 % — азіатів, 1,63 % — представників змішаних рас.
Іспаномовні склали 0,50 % від усіх жителів міста.
З 679 домашніх господарств в 27,1 % — виховували дітей віком до 18 років, 46,4 % представляли собою подружні пари, які спільно проживали, в 11,8 % сімей жінки проживали без чоловіків, 39,3 % не мали сімей. 37,0 % від загального числа сімей на момент перепису жили самостійно, при цьому 21,8 % склали самотні літні люди у віці 65 років та старше. Середній розмір домашнього господарства склав 2,22 особи, а середній розмір родини — 2,92 людини.
Населення міста за віковою діапазону по даними переписом 2000 року розподілилося таким чином: 23,4 % — жителі молодше 18 років, 7,9 % — між 18 і 24 роками, 23,6 % — від 25 до 44 років, 19,2 % — від 45 до 64 років і 26,0 % — у віці 65 років та старше. Середній вік мешканця склав 41 рік. На кожні 100 жінок в Сейлемі припадало 81,4 чоловіків, у віці від 18 років та старше — 73,6 чоловіків також старше 18 років.
Середній дохід на одне домашнє господарство в місті склав 20 714 доларів США, а середній дохід на одну сім'ю — 28 359 доларів. При цьому чоловіки мали середній дохід в 22 368 доларів США на рік проти 17 356 доларів середньорічного доходу у жінок. Дохід на душу населення в місті склав 12 891 долар на рік. 17,8 % від усього числа сімей в окрузі і 21,8 % від усієї чисельності населення перебувало на момент перепису населення за межею бідності, при цьому 27,7 % з них були молодші 18 років і 20,8 % — у віці 65 років та старше.